# Гринч (2018)
„Гринч“ (на английски: The Grinch) е американско фентъзи от 2018 година, продуциран от Illumination. Базиран е по книгата на „Как Гринч открадна Коледа!“ от д-р Сюс, това е третата екранизация на историята, след телевизионния специален филм от 1966 г. с участието на Борис Карлоф и пълнометражния игрален филм от 2000 г. с участието на Джим Кери. Той бележи втората филмова адаптация на „Д-р Сюс“ на Illumination, след „Лоракс“ на д-р Сюс.
Филмът е режисиран от Яроу Чейни и Скот Мосиер, по сценарий на Майкъл ЛеСьор и Томи Свердлоу. Главния озвучаващ състав се състои от Бенедикт Къмбърбач, Рашида Джоунс, Кенан Томпсън, Камерън Сийли и Анджела Лансбъри, и е разказан от Фарел Уилямс. Сюжетът проследява Гринч, докато той планира да съсипе коледното тържество на Хувил, като открадне всички украси и подаръци в града.
„Гринч“ е издаден и разпространен от Universal Pictures в САЩ на 9 ноември 2018 г. в кината RealD 3D, IMAX, IMAX 3D, Dolby Cinema и 4DX. Той спечели над 511 милиона долара в световен мащаб, превръщайки се в най-касовия празничен филм за всички времена, както и в най-печелившата филмова адаптация на д-р Сюс. Той получи смесени отзиви от критици, които похвалиха анимацията и вокалните изпълнения (особено на Къмбърбач), но почувстваха, че филмът добавя малко или нищо ново към изходния материал. Това е последната филмова адаптация на д-р Сюс, издадена по време на живота на вдовицата на Сюс Одри Гайзъл, която изпълнява ролята на изпълнителен продуцент на филма и почина на 19 декември 2018 г., пет седмици и половина след излизането на филма.

## Озвучаващ състав
- Бенедикт Къмбърбач – Гринч, негодуващо, недоволно, обитаващо пещери, зелено същество, което мрази Коледа.
- Камерън Сийли – Синди Лу Кой, добросърдечен млад жител на Хувил.
- Рашида Джоунс – Дона Кой, преуморената самотна майка на Синди Лу.
- Кенан Томпсън – Брикълбаум, весел гражданин на Whoville, който живее близо до The Grinch.
- Анджела Лансбъри – Кмет Макгеркъл, кмет на Уовил
- Фарел Уилямс – Разказвача
- Тристан О'Хеър – Груперт, най-добрият приятел на Синди Лу.
- Сам Лаванино – Ози, един от приятелите на Синди Лу.
- Рамоне Хамилтън – Аксел, един от приятелите на Синди Лу.
- Скарлет Естевес – Изи, една от приятелките на Синди Лу.
- Майкъл Бийти – служител в магазина, чиновник, който е собственик на хранителния магазин на Хувил.

Джорджия Тофоло предостави гласа на г-жа Тофи Епъл (клиент, който се опитваше да достигне буркан с „коледен чътни“) в една сцена в някои издания. Франк Уелкър осигури некредитираните вокални ефекти за Макс (домашното куче на Гринч) и Фред (северните елени, наети от Гринч за кражба на Коледа). Освен това Катрин Кавадини, Таунсенд Коулман, Джес Харнел, Лорейн Нюман, Скот Мосие, Минди Стърлинг, Тара Стронг и Джим Уорд изпълняват допълнителните гласове.
За Who-Carolers са използвани архивни записи на Pentatonix.

## Производство

### Развитие
През февруари 2013 г. е обявено, че Illumination разработва 3D анимационен пълнометражен филм по книгата на доктор Сюс, с работно заглавие „Как Гринч открадна Коледа“, а по-късно е съкратен до „Гринч“. Питър Канделанд и Яроу Чейни трябваше да режисират, въпреки че през 2018 г. продуцентът Скот Мосие пое от Канделанд.

### Кастинг
Бенедикт Къмбърбач бе избран за едноименния персонаж през април 2016 г. Първоначално Illumination искаше Къмбърбач да озвучи Гринч с естествения му акцент, но Къмбърбач смяташе, че тъй като останалата част от актьорския състав е американска, самият Гринч трябва да има американски акцент. Към септември 2018 г. Анджела Лансбъри беше определена да озвучи кмета на Хувил. Рашида Джоунс, Камерън Сийли и Кенан Томпсън също се присъединиха към актьорския състав, докато Фарел Уилямс, който преди това е работил по филмите на „Аз, проклетникът“ на Illumination (Despicable Me), беше разкрит, че е разказвач на филма.

### Анимация
Анимацията е създадена от Illumination Mac Guff в Париж, Франция. Няколко софтуерни програми бяха използвани при създаването на компютърно анимираните герои на филма, включително Maya, ZBrush и Nuke, както и вътрешен софтуер. 3D CGI моделът на града Хувил, през който може да пътува във виртуална камера, е изработен с помощта на Maya, ZBrush, Foundry’s Mari и Allegorithmic’s Substance Painter.

## Музика

### Саундтрак
Tyler, The Creator написа нова песен за филма, озаглавена I Am the Grinch. Тайлър и Дани Елфман, които съставят музиката на филма, си сътрудничат в нова версия на песента „Ти си подъл, господин Гринч“ (You're a Mean One, Mr. Grinch) за филма, която беше включена във финалния трейлър и в началото на самият филм.
| Списък с песни | Списък с песни                              | Списък с песни                             | Списък с песни | Списък с песни | Списък с песни | Списък с песни | Списък с песни | Списък с песни | Списък с песни |
| №              | Име                                         | Артисти                                    | Време          |                |                |                |                |                |                |
| -------------- | ------------------------------------------- | ------------------------------------------ | -------------- | -------------- | -------------- | -------------- | -------------- | -------------- | -------------- |
| 1.             | You're a Mean One, Mr. Grinch               | Tyler, The Creator                         | 1:50           |                |                |                |                |                |                |
| 2.             | I Am the Grinch                             | Tyler, the Creator                         | 2:37           |                |                |                |                |                |                |
| 3.             | Christmas Is                                | Run-DMC                                    | 3:19           |                |                |                |                |                |                |
| 4.             | Deck the Halls                              | Джаки Уилсън                               | 1:16           |                |                |                |                |                |                |
| 5.             | Run Rudolph Run                             | The Brian Setzer Orchestra                 | 3:29           |                |                |                |                |                |                |
| 6.             | My Favorite Things                          | The Supremes                               | 2:45           |                |                |                |                |                |                |
| 7.             | Zat You Santa Claus?                        | Buster Poindexter and His Banshees of Blue | 2:47           |                |                |                |                |                |                |
| 8.             | Christmas in Hollis                         | Run-D.M.C.                                 | 2:58           |                |                |                |                |                |                |
| 9.             | Jingle Bells                                | The Brian Setzer Orchestra                 | 2:21           |                |                |                |                |                |                |
| 10.            | The Christmas Song (Merry Christmas to You) | Nat King Cole                              | 3:09           |                |                |                |                |                |                |
| 11.            | God Rest Ye Merry Gentlemen                 | Pentatonix                                 | 2:29           |                |                |                |                |                |                |
| 12.            | A Wonderful Awful Idea                      | Дани Елфман                                | 2:53           |                |                |                |                |                |                |
| 13.            | Stealing Christmas                          | Дани Елфман                                | 4:06           |                |                |                |                |                |                |
| 37:00          |                                             |                                            |                |                |                |                |                |                |                |

## Пускане

### По кината
Първоначално филмът трябваше да излезе на 10 ноември 2017 г., но на 7 юни 2016 г. беше изместен на 9 ноември 2018 г.

### Маркетинг
От октомври се появиха различни билбордове за филма, всеки от които с изображение на „Гринч“, придружено от подло или иронично послание. Universal and Illumination си партнираха с няколко компании за популяризиране на филма, включително Wonderful Pistachios, Ebates, IHOP и 23andme за реклама на стойност около 80 милиона долара. Като цяло студиото е похарчило около 121 милиона долара за популяризиране на филма по целия свят. За популяризиране на филма, един гигантски надуваем балон с едноименния герой се появи за първи път на 91-ия парад на Деня на благодарността на Мейси в Ню Йорк на 23 ноември 2017 г., 1 година преди излизането му. По-късно през декември 2018 г., Гринч и Макс също направиха камеи в празника на WNBC/WNJU от тази година, пеейки заедно с промо.

### Домашна употреба
Филмът излезе на Digital HD на 22 януари 2019 г. и на DVD, Blu-ray и Ultra HD Blu-ray на 5 февруари 2019 г. Той включва три мини-филма: „Жълтото е новото черно“ (предшестващо филма в своя театрален пробег), „Кучешките дни на зимата“ и „Малките помощници на Дядо Коледа“. „Дните на кучетата“ през зимата бяха показани за първи път по NBC на 23 ноември 2018 г., след Как Гринч открадна Коледа! (1966) и преди Trolls Holiday.

## В България
В България филмът е разпространен по кината от Форум Филм България на 23 ноември 2018 г.

### Синхронен дублаж
| Роля           | Изпълнител |
| -------------- | --- |
| Гринч          | Тодор Николов |
| Брикълбаум     | Николай Петров |
| Дона Кой       | Надя Полякова |
| Синди Кой      | Димана Димитрова |
| Групърт        | Виктор Скерлев |
| Аксел          | Никола Божилов |
| Изи            | Андреа Рангелова |
| Ози            | Георги Ламбрев |
| Кмет Макгъркъл | Лидия Михова |
| Разказвач      | Иван Юруков |
| Шофьор         | Петър Върбанов |
| Други гласове  | Александра Богданска Богдана Трифонова Георги Иванов Даниел Петканов Иван-Александър Дойчев Мартин Чернев Цвети Пеняшки |

| Обработка                         | Александра Аудио                         |
| --------------------------------- | ---------------------------------------- |
| Режисьор на дублажа               | Симона Нанова                            |
| Превод                            | Милена Иванова                           |
| Музикален режисьор Текстове песни | Весела Морова                            |
| Тонрежисьори                      | Петър Костов Ангел Топорчев Йоан Сугарев |
| Микс студио                       | Deluxe Media                             |

- Това е единствения озвучен филм на актьора Иван Юруков.
- Това е първият озвучен филм на репортера Даниел Петканов и Александра Богданска.[23][25][22]